# Lago Chungará
El lago Chungará es un lago ubicado en la provincia de Parinacota, región de Arica y Parinacota, en el extremo norte de Chile. Es uno de los más altos del mundo con 4500 m s. n. m. Se encuentra rodeado por diversas cumbres nevadas, como el conjunto de los nevados de Payachatas, compuesto por los volcanes Parinacota y Pomerape, el nevado Sajama y el Guallatiri.
Superficialmente este lago es el nivel de equilibrio de una cuenca endorreica, pero existe amplio consenso en que subterráneamente parte de sus aguas alimentan las lagunas de Cotacotani, es decir la cuenca del río Lauca.

## Toponimia
Según el investigador aymara Manuel Mamani, el nombre "Chungará" proviene del idioma aimara y tiene diversas interpretaciones:
a) Chunka junto al sufijo -ra, que indica lugar cubierto de chunka, de arbustos.
b) Chunkha, que hace referencia a un arbusto que crece adherido a las rocas de las colinas cercanas.
c) Chhunkhara, derivado de chhunka, que significaría "barba", y que se relaciona con una leyenda local sobre un anciano barbudo. Según la tradición, este anciano fue rechazado por los habitantes del lugar, pero una mujer le ofreció hospitalidad. Como muestra de gratitud, le advirtió sobre un incendio inminente y le recomendó huir sin mirar atrás. Sin embargo, la mujer, movida por la curiosidad, volteó la vista y quedó convertida en piedra.

## Ubicación y descripción

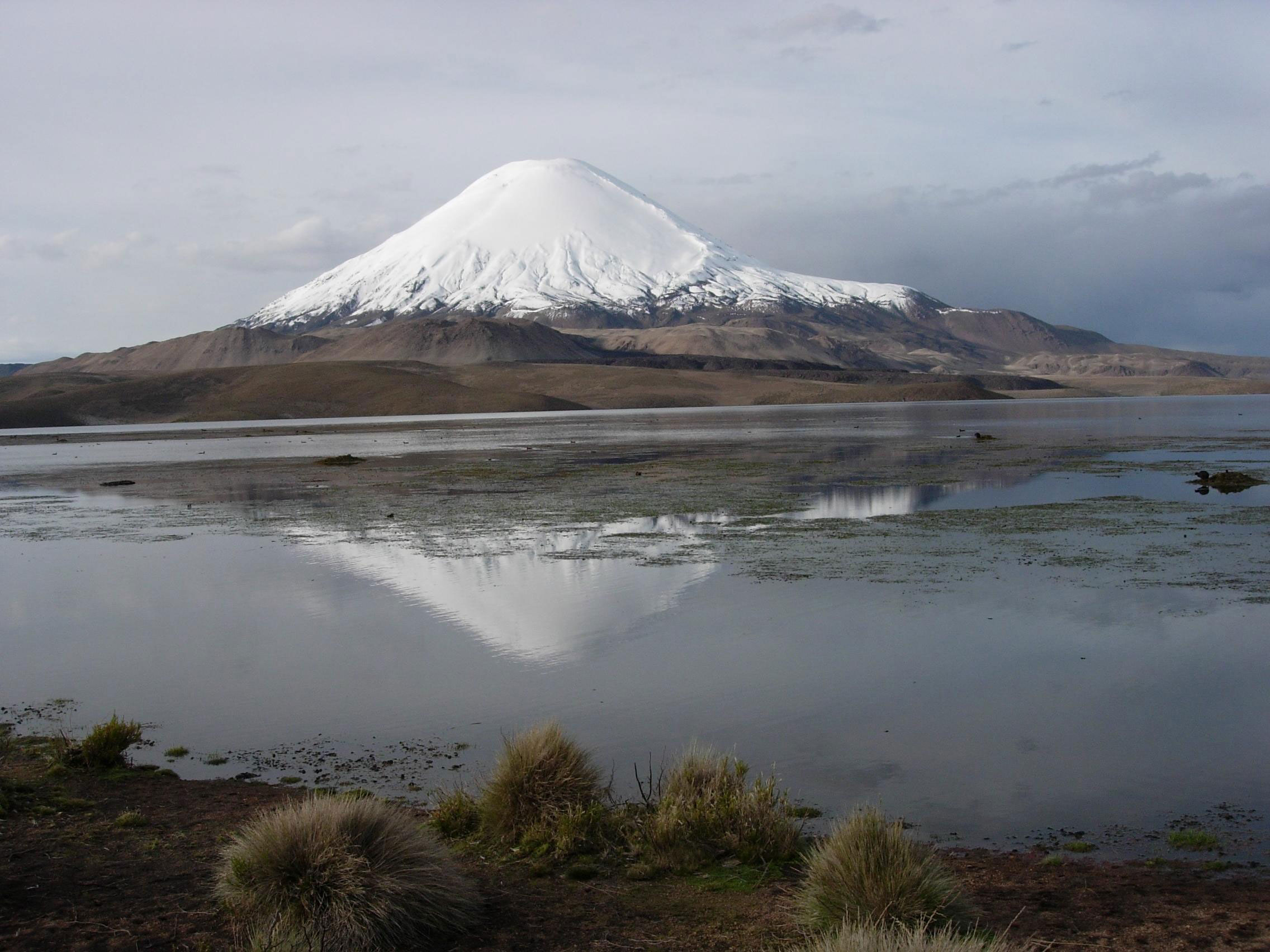
Vista del volcán Parinacota y su reflejo en el Lago Chungará.

Está inmerso en el parque nacional Lauca, perteneciente administrativamente a la comuna de Putre. Se ubica a aproximadamente 54 km al oriente de Putre y a 9 km al oeste del límite internacional con Bolivia.
Junto al lago se encuentran las lagunas de Cotacotani y una serie de bofedales. Posee una fauna única y variada con más de 130 especies nativas, en las que destacan flamencos y patos. Se puede viajar al lago en auto o tomar algún tour, que parten principalmente de Arica, accediendo por la Ruta 11-CH.
Su altitud alcanza los 4520 m s. n. m. y está incluido en las cuencas altiplánicas de Chile, subcuenca «Lago Chungará» con características endorreicas y origen pluvial. 
Su perímetro es de 35,1 km y el área de su espejo de agua tiene aproximadamente 13,25 km².: 38 

## Hidrografía
El lago tiene un área de 22,5 km², una profundidad máxima que puede alcanzar entre 30 m y 35 m y un volumen de 465 hm³.: 17  Su principal afluente es el río Chungará o quebrada Plazuela, de corto trayecto y que nace en los nevados de Quimsachata (cerros Acotango, Capurata y Umarata). Otros afluentes, menores, los recibe desde las faldas de los cerros de Quisiquisini (al este), desde los pies del cerro Choquelimpie (al poniente) y por el sur (estero Sopocolane y vertientes Mal Paso y Ataja).
Hans Niemeyer escribe:
"Es frecuente que la laguna Chungará y el río del mismo nombre que la alimenta sea considerada una cuenca independiente a la del Lauca, por carecer de desagüe superficial. Así se presenta en el mapa que acompaña este volumen. Pero no cabe duda que la laguna Chungará es la principal fuente de alimentación de la laguna Cotacotani y, ésta,a su vez, del río Lauca, de modo que aquí, para los efectos de la descripción, la presentamos como parte de una misma cuenca.": 1 
Esta observación de Niemeyer esta refrendada por Relation of surface and underground waters in Chungará and Cotacotani lake districts, northern Chile: an isotopic study de Christian Herrera, Juan Jose Pueyo, Alberto Saez y Blas L. Valero-Garces. El informe de la Dirección General de Aguas cifra el trasvase en 100 l/s.
Como se ha dicho, Niemeyer incluye esta cuenca en la del río Lauca, pero la Dirección General de Aguas, o por lo menos el informe citado, la considera como una cuenca endorreica, cuyo principal afluente es el río Chungará, que drena un área oriental a los pies de los nevados de Quimsachata (cerros Acotango, Capurata y Umarata).

## Clima
El 15 de junio de 2023 se registró una temperatura mínima de -19.1 °C (-2.4 °F) en el lago Chungará.

## Historia
Francisco Solano Asta-Buruaga y Cienfuegos escribió en 1899 en su obra póstuma Diccionario geográfico de la República de Chile sobre el río:
Chungara.-—Lago pintoresco que se halla en medio de los Andes del límite oriental del departamento de Arica con la república de Bolivia, bajo los 18° 24' Lat. y 60° 00' Lon. y hacia el S. del pico de Parinacota. Es de figura ovalada de diámetro de unos diez kilómetros y de contornos montuosos.
En la década de los años ochenta del siglo XX, se proyectó construir un canal desde el lago hacia las lagunas de Cotacotani que bajando el nivel de las aguas disminuyese el área expuesta a la evaporación. La Corte Suprema prohibió la utilización de las aguas.

## Población, economía y ecología

### Estado trófico
La eutrofización es el envejecimiento natural de cuerpos lacustres (lagos, lagunas, embalses, pantanos, humedales, etc.) como resultado de la acumulación gradual de nutrientes, un incremento de la productividad biológica y la acumulación paulatina de sedimentos provenientes de su cuenca de drenaje.: 4  Su avance es dependiente del flujo de nutrientes, de las dimensiones y forma del cuerpo lacustre y del tiempo de permanencia del agua en el mismo.: 24  En estado natural la eutrofización es lenta (a escala de milenios), pero por causas relacionadas con el mal uso del suelo, el incremento de la erosión y por la descarga de aguas servidas domésticas entre otras, puede verse acelerado a escala temporal de décadas o menos.: 4  Los elementos y propiedades característicos del estado trófico son fósforo, nitrógeno, turbiedad, DBO5 y clorofila. Una medición objetiva y frecuente de esos elementos y características es necesaria para la aplicación de políticas de protección del medio ambiente. 
La clasificación trófica nombra la concentración de esos elementos bajo observación (de menor a mayor concentración): ultraoligotrófico, oligotrófico, mesotrófico, eutrófico, hipereutrófico. Ese es el estado trófico del elemento en el cuerpo de agua. Los estados hipereutrófico y eutrófico son estados no deseados en el ecosistema, debido a que los bienes y servicios que nos brinda el agua (bebida, recreación, entre otros) son más compatibles con lagos de características ultraoligotróficas, oligotróficas o mesotróficas.: 14 
En una investigación del año 2018, el lago Chungará presenta una condición oligotrófica de clorofila durante el periodo estacional primavera, lo anterior para toda la columna de agua.: 6 

### Embalse Chungará o impulsión Ajata
Durante un lapso de tiempo de 15 meses en los años 80 el lago fue utilizado como embalse mediante la instalación de una estación de bombeo hacia las lagunas de Cotacotani.